# Anthomyia nodulosa
Anthomyia nodulosa este o specie de muște din genul Anthomyia, familia Anthomyiidae, descrisă de Griffiths în anul 2001.
Este endemică în Montana. Conform Catalogue of Life specia Anthomyia nodulosa nu are subspecii cunoscute.